# Бик-Кармалы
Бик-Кармалы́ (баш. Бик-Ҡарамалы) — село в Давлекановском районе Республики Башкортостан Российской Федерации. Административный центр Бик-Кармалинского сельсовета.

## География

### Географическое положение
Расстояние до:
- районного центра (Давлеканово): 26 км,
- ближайшей ж/д станции (Давлеканово): 26 км.

## Население
| 2002 | 2009 | 2010 |
| ---- | ---- | ---- |
| 284  | ↗310 | ↗324 |

### Национальный состав
Согласно переписи 2002 года, преобладающая национальность — татары (77 %).

## Религия
В селе есть мечеть.